# Wysschaja Liga 1975/76
Die Saison 1975/76 der Wysschaja Liga war die 30. Spielzeit der höchsten sowjetischen Eishockeyspielklasse. Den sowjetischen Meistertitel sicherte sich zum insgesamt vierten Mal Spartak Moskau, während Sibir Nowosibirsk in die zweite Liga abstieg.

## Modus
Die zehn Mannschaften der Wysschaja Liga spielten in einer gemeinsamen Hauptrunde vier Mal gegen jeden Gegner, wodurch die Gesamtzahl der Spiele pro Mannschaft 36 betrug. Die punktbeste Mannschaft wurde Meister, während der Tabellenletzte direkt in die zweite Liga abstieg. Der Vorletzte der Wysschaja Liga traf in der Relegation auf den Zweiten der zweiten Liga. Für einen Sieg erhielt jede Mannschaft zwei Punkte, bei einem Unentschieden gab es einen Punkt und bei einer Niederlage null Punkte.

## Hauptrunde
|     | Klub                  | Sp | S  | U | N  | T   | GT  | Punkte |
| --- | --------------------- | -- | -- | - | -- | --- | --- | ------ |
| 1.  | Spartak Moskau        | 36 | 21 | 8 | 7  | 189 | 139 | 50     |
| 2.  | ZSKA Moskau           | 36 | 22 | 4 | 10 | 188 | 116 | 48     |
| 3.  | Dynamo Moskau         | 36 | 21 | 3 | 12 | 163 | 119 | 45     |
| 4.  | Krylja Sowetow Moskau | 36 | 20 | 0 | 16 | 163 | 145 | 40     |
| 5.  | Chimik Woskressensk   | 36 | 15 | 7 | 14 | 100 | 105 | 37     |
| 6.  | Dinamo Riga           | 36 | 16 | 5 | 15 | 122 | 118 | 37     |
| 7.  | Traktor Tscheljabinsk | 36 | 14 | 5 | 17 | 144 | 137 | 33     |
| 8.  | Torpedo Gorki         | 36 | 12 | 5 | 29 | 129 | 151 | 29     |
| 9.  | SKA Leningrad         | 36 | 8  | 5 | 23 | 119 | 183 | 21     |
| 10. | Sibir Nowosibirsk     | 36 | 8  | 4 | 24 | 105 | 209 | 20     |

Sp = Spiele, S = Siege, U = unentschieden, N = Niederlagen, OTS = Overtime-Siege, OTN = Overtime-Niederlage, SOS = Penalty-Siege, SON = Penalty-Niederlage

## Relegation
- Diselist Pensa – SKA Leningrad 3:6, 2:8

Wie in den beiden Jahren zuvor musste der SKA Leningrad in der Relegation antreten, konnte jedoch erneut mit zwei Siegen in zwei Spielen souverän den Klassenerhalt erreichen.

## Topscorer
Fett: Saisonbestwert
| Spieler             | Mannschaft     | Tore | Assists | Punkte |
| ------------------- | -------------- | ---- | ------- | ------ |
| Wiktor Schalimow    | Spartak Moskau | 28   | 25      | 53     |
| Alexander Jakuschew | Spartak Moskau | 31   | 20      | 51     |
| Alexander Malzew    | Dynamo Moskau  | 28   | 19      | 47     |
| Helmuts Balderis    | Dinamo Riga    | 31   | 14      | 45     |
| Wladimir Petrow     | ZSKA Moskau    | 22   | 22      | 44     |

## Sowjetischer Meister
| Meister Spartak Moskau | Torhüter: Wiktor Kriwolapow, Wiktor Singer Verteidiger: Fjodor Kanareikin, Sergei Korotkow, Wladimir Kutscherenko, Juri Ljapkin, Walentin Markow, Wassili Spiridonow Angreifer: Alexander Barinew, Walentin Gurejew, Alexander Jakuschew, Alexei Kostylew, Gennadi Krylow, Alexander Martynjuk, Wiktor Patschkalin, Arkadi Rudakow, Wladimir Schadrin, Wiktor Schalimow, Wladimir Trunow Cheftrainer: Nikolai Karpow |